# Adelaide Arpad
Adelaide Arpad av Ungern, född okänt år (möjligen 1105 eller 1107), död 15 september 1140, var en hertiginna av Böhmen, gift med hertig Sobeslaus I av Böhmen. Hon var dotter till prins Almos av Ungern och Predslava av Kiev. Vigseln ägde rum år 1123, då hon troligen var omkring 15 år. Äktenskapet var arrangerat, men ska så småningom ha blivit ömsesidigt lyckligt.    